# Akademie MenART
Akademie MenART je nestátní nezisková organizace, která je koncipována s vizí podpořit vyhledávání a rozvoj mladých talentů na základních uměleckých školách a zároveň inspirovat jejich pedagogy.
MenART nabízí roční spolupráci s předními umělci, mentory. Každoročně umožňuje více než 300 stipendistům, pedagogům se studenty, systematicky pracovat pod vedením předních profesionálů napříč uměleckými obory, kterými jsou klasická hudba, hudba bez žánrových hranic a skladba, divadlo, výtvarné umění a tanec. Akademie podporuje praxi jako nedílnou součást uměleckého vzdělávání a zviditelňuje důležitost uměleckého vzdělávání ve společnosti. Program je akreditovaný MŠMT v rámci systému dalšího vzdělávání pedagogických pracovníků. Roční program je přijatým studentům a pedagogům hrazen v rámci ročního stipendia, celý program je tak cíleně nízkoprahový, klíčovým kritériem pro přijetí je míra talentu a motivace studenta. Ředitelkou akademie je Dana Syrová.

## Zaměření Akademie
- podpora základních uměleckých škol v moderních přístupech k vzdělávání talentovaných studentů[3]
- podpora ZUŠ jako otevřeného prostředí, ideálního pro zachycení a výchovu talentů
- podpora a provázení pedagogů prostřednictvím profesionálů z oboru

- vzájemné sdílení a předávání tzv. „best practice“ napříč obory
- propojování škol na různých úrovních, ale také studentů, pedagogů, profesionálů a profesních institucí.

Akademie MenART spolupracuje s Akademií múzických umění v Praze, s UMPRUM a s dalšími školami (ČVUT, TUL, UJEP, Pedf UK, Pražská konzervatoř...) dle specifik jednotlivých skupin. Akademie MenART spolupracuje s celostátním festivalem ZUŠ Open.

## Mentoři Akademie MenART

### Klasická hudba
Historicky prvním patronem Akademie MenART byl umělecký ředitel a zakladatel Letní hudební Akademie Kroměříž, dirigent Tomáš Netopil. Od roku 2018 až dodnes spolupracují s Akademií MenART v rolích mentorů oborů klasické hudby pěvkyně Kateřina Kněžíková a klavírista Ivo Kahánek. Od roku 2020 spolupracuje s houslistou Janem Fišerem, flétnistou Janem Ostrým, či pianistou Karlem Košárkem.  

### Hudba bez žánrových hranic a autorská tvorba
Od roku 2019 Akademie spolupracuje se zpěvačkou Radkou Fišarovou a  Lenka  Nová. Role mentorů v autorské tvorbě a hudbě bez žánrových hranic se pravidelně ujímají skladatelka, pianistka a zpěvačka Beata Hlavenková s multižánrovým umělcem Marcelem Bártou. Od roku 2021 spolupracuje s dirigentem a sólo-hornistou Radkem Baborákem  pro práci se soubory. 

### Výtvarné umění
Koncepce výtvarné sekce MenART obsahuje široké spektrum výtvarných disciplín. V průběhu uplynulých ročníků se v rolích mentorů představili designér Maxim Velčovský, hudebník a výtvarník Milan Cais, výtvarník Petr Nikl, sochař Michal Gabriel, ilustrátorka Alžběta Skálová, sochař a architekt Richard Loskot, malíři Tomáš Císařovský a Martin Velíšek, ilustrátorka a autorka komiksů Lela Geislerová, výtvarník Pavel Mrkus, ilustrátorka Galina Miklínová, grafický designér Aleš Najbrt, šperkař Hanuš Lamr nebo malířka a sochařka Erika Bornová.  

### Literárně–dramatický obor a divadlo
V rolích mentorů se vystřídali: režisér a umělecký vedoucí Viliam Dočolomanský z divadla Farma v jeskyni, dramaturgyně Dominika Špalková, multižánrový umělec Petr Váša či herec a režisér Ondřej Nosálek ve spolupráci s Divadlem Minor.  

### Tanec
Taneční obor se zaměřuje na práci se skupinami, tuto sekci jako mentor vede oceňovaný tanečník a choreograf Jan Kodet.

## Stipendisté
Stipendisty jsou studenti a jejich pedagogové se zapálením pro svůj obor, kteří si chtějí ujasnit vizi, inspirovat se a získat nové podněty pro další vzdělávání. Rok v životě začínajícího umělce znamená celé století, co se učení správným technikám, postojům a návykům týče, proto je pro ně MenART mimořádnou příležitostí, jak na sobě mohou pracovat. Přijímáni jsou žáci a studenti ze ZUŠ, 2. stupně ZŠ či studenti středních škol, vždy v tandemu s pedagogem. Mezi absolventy patří například Jan Schulmeister, Daniela Haladová, Nora Lubbadová, Kristýna Gilarová.

## Setkání MenART+
Setkání MenART+ je určeno studentům a pedagogům, kteří pro velký zájem nebyli vybráni do ročního stipendijního programu. Nabízí zájemcům celodenní setkání s mentorem, který účastníkům představí svůj přístup k oboru, poskytne rady a individuální konzultace k práci studentů společně s pedagogy.

## MenART Reunion
Umožňuje setkání absolventů s mentorem v rámci víkendových pracovních bloků.

## MenART Impuls
MenART Impuls, nový projekt v rámci Stipendijní akademie MenART, představuje sérii krátkých videí s výraznými osobnostmi české umělecké scény. Cyklus desetiminutových rozhovorů otevírá nové pohledy a inspiruje k podpoře a rozvoji talentu v duchu motta: Inspirativní setkání jsou v životě zásadní. O talentu a touze tvořit hovoří novinářka Hana Slívová např. s multimediálním umělcem Milanem Caisem, fotografkou Štěpánkou Stein, malířem a grafikem Martinem Velíškem, audiovizuálním umělcem Pavlem Mrkusem, grafikem Šimonem Brejchou a dalšími. Projekt vznikl za podpory Nadace PPF a byl zahájen v listopadu 2024.